# 梁敏喻
拿督梁敏喻（1984年12月4日—）是馬來西亞女子跳水運動員。在馬來西亞的跳水界有「跳水公主」的美譽。她曾參與5屆亞洲運動會獲得2銀5銅共7面獎牌。

## 簡歷
2002年，梁敏喻首次代表馬來西亞參加亞洲運動會，即奪得女子雙人3米跳板的銅牌；四年後，她再次參加亞洲運動會，連奪女子三米跳板個人及雙人項目的銅牌。
2010年，梁敏喻代表馬來西亞參加廣州亞運會，出戰女子1米跳板、3米跳板、雙人3米跳板及雙人10米跳台四個項目。她先與吴丽颐合作贏得3米跳板銀牌，再伙拍潘德勒拉·丽农·帕姆格奪得雙人10米跳台的銀牌；這亦是她歷來三次參與亞運以來最好的成績。

## 主要成績
- 2002年 亞洲運動會 雙人3米跳板 銅牌
- 2006年 亞洲運動會 3米跳板 銅牌
- 2006年 亞洲運動會 雙人3米跳板 銅牌
- 2010年 亞洲運動會 雙人10米跳台 銀牌
- 2010年 亞洲運動會 雙人3米跳板 銀牌

## 個人榮譽
- 霹雳最佳运动员 （2003年及2010年）[4]

## 封銜
- 聯邦直轄區 :
  -  联邦直辖区拿督勋章 (PMW) – 拿督 (2022)[5]